# 上海市 (中華民国)
上海市（シャンハイし）は、かつて中華民国に設置されていた院轄市。現在の中華人民共和国上海市の中心部に相当する。当時の中華民国国内で最大の経済規模を誇った都市であり、「東洋のパリ」と称された。1927年（民国16年）に国民政府直轄の特別市として設置され、1949年（民国38年）に中国人民解放軍によって占領されるまでの間存続していた。

## 歴史

### 設立
1927年（民国16年）3月29日、国民政府は上海特別市を設置し、最高行政機関として上海特別市臨時市政府を設けた。しかし、4月に蔣介石率いる国民革命軍が上海クーデターを起こすと臨時市政府は機能を停止し、上海は中国国民党上海臨時政治委員会の管轄下に置かれた。その後、5月7日に国民党中央政治会議で制定された上海特別市暫行条例に基づいて7月7日に上海特別市政府が正式に設立され、江蘇省上海県と宝山県からそれぞれ一部を分割して市域とすることが確定した。
中華民国の首都となった南京に近く、対外貿易の拠点であったため、四大銀行を筆頭に多くの金融機関が上海に本店を構えるようになり、上海は中国経済の中心としての地位を固めていった。1929年（民国18年）7月には市北部の殷行区に新都心を建設する計画として「大上海計画」が定められ、新たな市政府庁舎などが建設された。
1930年（民国19年）5月20日、国民政府は上海市組織法を制定して上海特別市を上海市と改称し、院轄市に定めた。

### 日中戦争

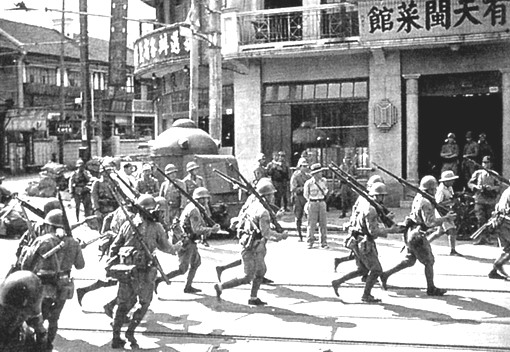
第二次上海事変中、上海市街を進む日本の海軍陸戦隊（1937年）

1931年（民国20年）に満洲事変が勃発し、中国人の間での反日感情が高まりつつあった。1932年（民国21年）1月18日、上海共同租界東区（楊樹浦）に隣接する華界（中国人居住区）の三友実業社前にて、日本人僧侶が中国人の集団に殺傷される事件（上海日本人僧侶襲撃事件）が発生した。これに怒った日本人居留民らが三友実業社を襲撃するなど不穏な状況となり、上海市政府は戒厳令を布告し、各国軍隊は分担して警備に当たった。
1月28日、警備に当たっていた日本軍と国民革命軍との間に衝突（第一次上海事変）が発生した。一時は国民政府が南京から洛陽へ避難する状況となったが、3月3日に戦闘状態が終結し、5月5日に停戦協定が締結された。この停戦協定により、日華両軍は上海市街から撤退することとなった。
1937年（民国26年）7月7日、北平郊外での盧溝橋事件をきっかけとして華北での衝突が拡大し、8月13日に発生した第二次上海事変によって日中全面戦争へと発展した。上海での戦闘は3か月にわたって続いたが、最終的に国民革命軍が退却し、上海市（租界を除く）は日本の占領下に入った。
1938年（民国27年）3月28日に中華民国維新政府が成立すると、上海市もその統治下に入った。10月5日、上海市は上海特別市へ改称された。1940年（民国29年）3月30日からは汪兆銘政権の統治下に入った。1941年（民国30年）に太平洋戦争が発生すると、日本軍はアメリカとイギリスの租界を占領した。1943年（民国32年）には日本軍によって全ての租界が汪兆銘政権へ返還され、上海租界は消滅した。なお、同年にイギリスの在華特権を取り消す条約がイギリスと蔣介石政権（重慶国民政府）との間で締結され、上海の租界も蔣介石政権に返還されることとなっていたが、それを実行するのは不可能であった。

### 第二次国共内戦

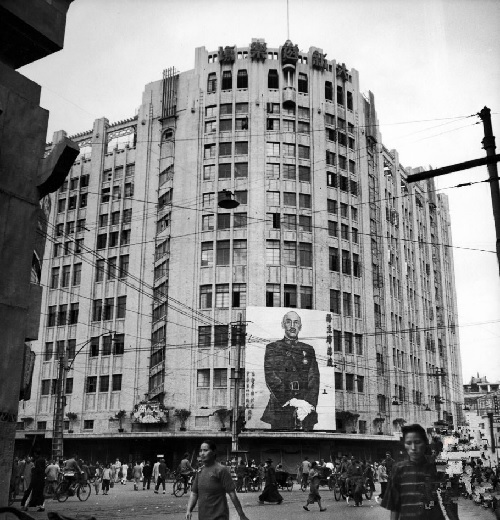
戦勝を祝って上海大新公司に掲げられた蔣介石の肖像（1945年）

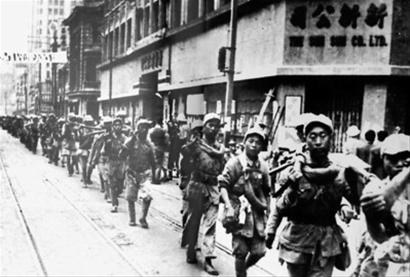
上海市街に入る中国人民解放軍（1949年）

1945年（民国34年）に日本が降伏すると、蔣介石政権は旧租界を含む上海市を接収した。しかし、戦後すぐ勃発した第二次国共内戦の進行に従って上海の経済は悪化し、ハイパーインフレーションが発生した。1948年（民国37年）、中華民国政府は法幣を廃止して金円券を発行する通貨改革を実施したものの失敗に終わり、上海の経済はより一層悪化の一途を辿った。
1948年末から1949年（民国38年）初めにかけて江蘇省徐州を中心に行われた徐蚌会戦にて中華民国国軍は大敗し、長江以北の広範囲が中国人民解放軍の支配下に入った。これによって、国政の中心である南京と経済の中心地である上海は共産党の直接的脅威に晒され、中華民国政府は広州へ移転した。4月20日に解放軍は長江の横断を開始し（渡江戦役）、4月23日には南京が陥落した。5月12日、解放軍が上海の南北から挟み撃ち（上海戦役）を開始し、5月23日に上海市街への総攻撃を開始、5月27日に完全に占領した。翌5月28日、代理市長の趙祖康は解放軍の陳毅へ降伏し、上海市政府は活動を停止して上海市人民政府が設置された。

## 行政区画

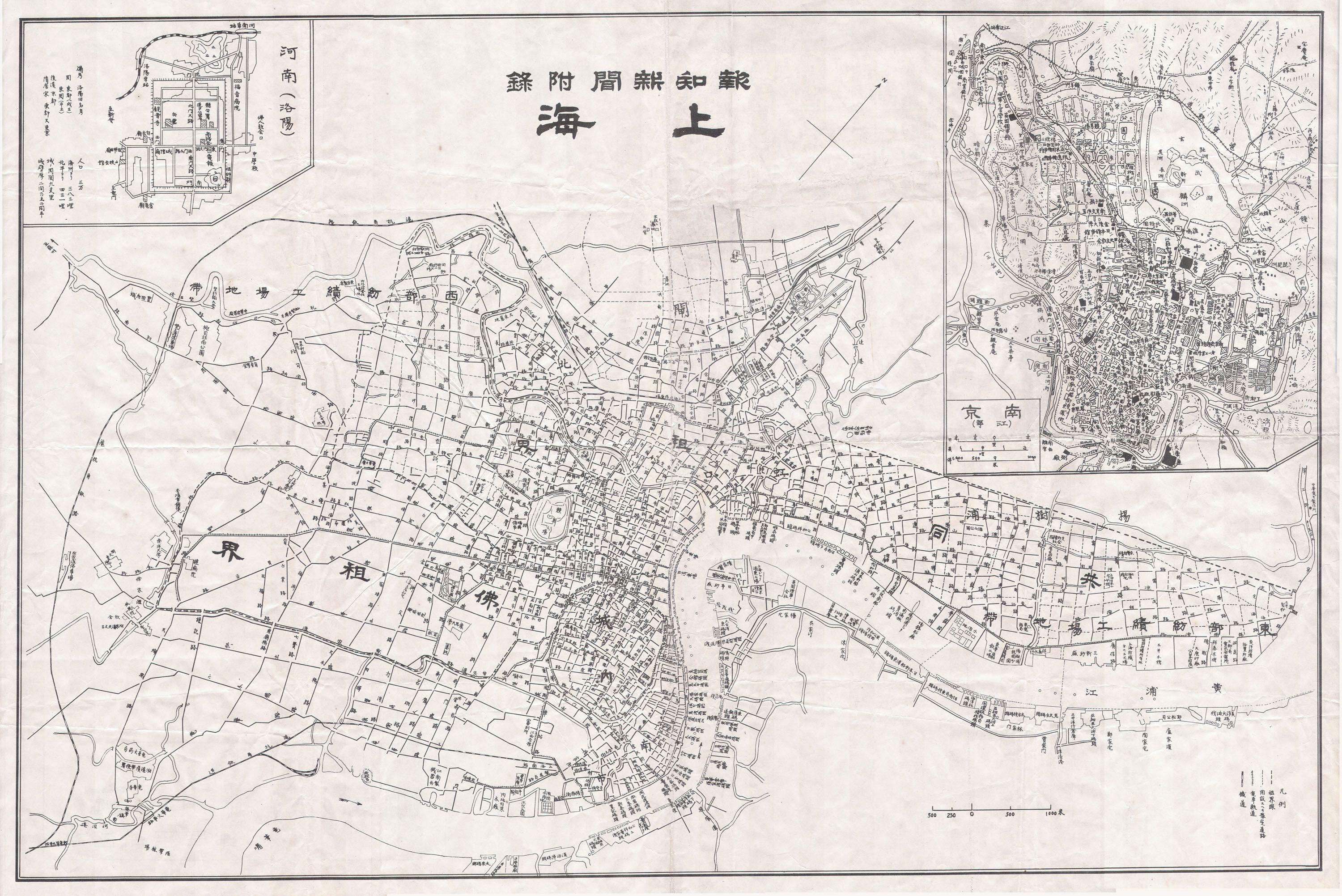
上海市街中心部、租界周辺の地図（1932年）

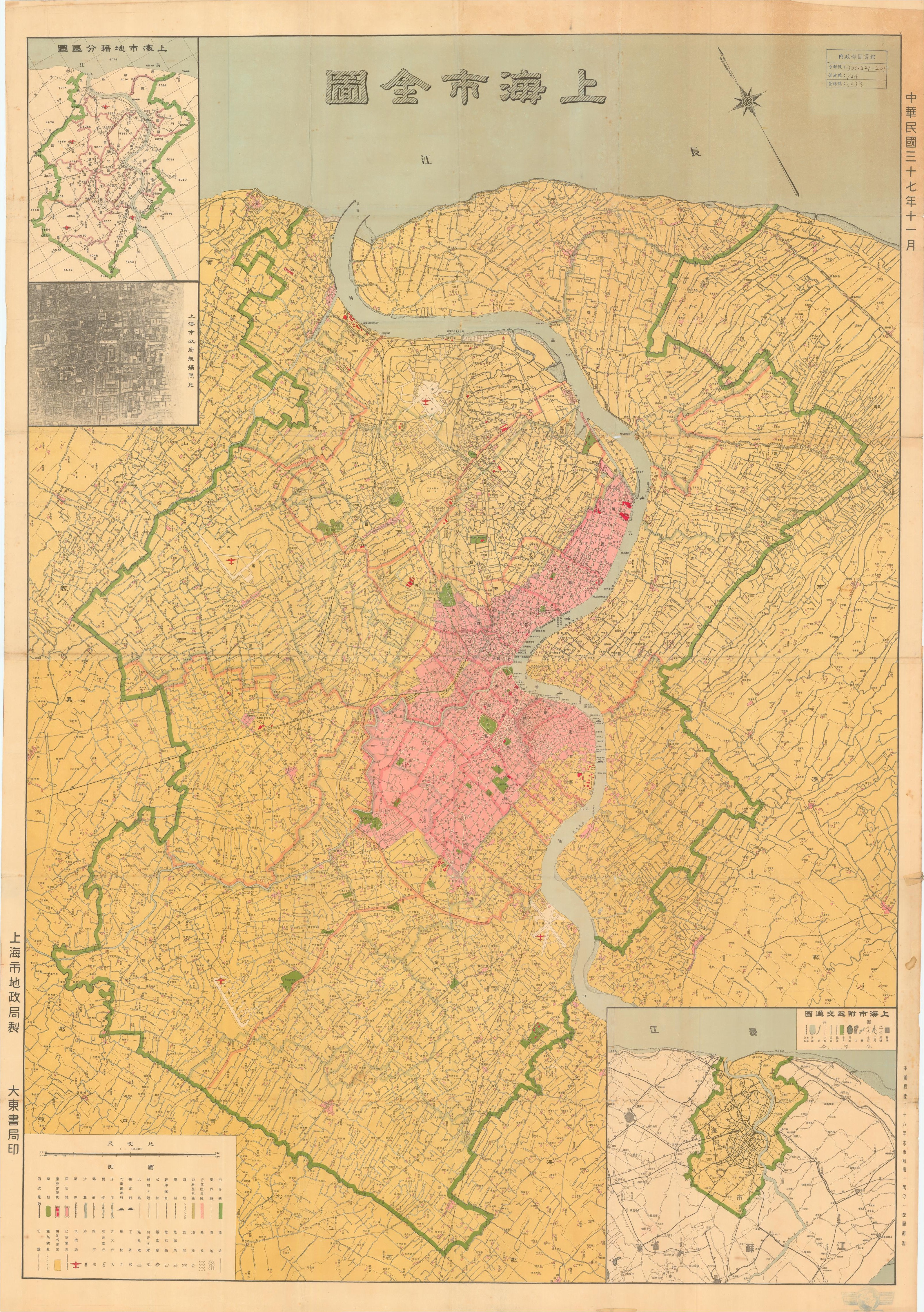
上海市全図（1948年）

1927年5月7日、上海特別市暫行条例が制定された。この条例の第4条で「本市の区域は上海・宝山の2県に跨る淞滬地区とする」、第5条で「租界の接収や時勢の変化に伴う需要により市域を変更する場合は、中央政府の承認を必要とする」と定められた。当初、上海特別市政府は上海県の全域、宝山県の約半分、松江・青浦・南匯の3県のそれぞれ一部を市域としようとしていた。しかし、江蘇省政府の反対に遭って頓挫した。1928年（民国17年）3月15日に国民政府・江蘇省政府・上海特別市政府の担当者による協議が南京で開かれ、最終的に上海県の一部（上海市・閘北市・蒲淞市・洋涇市・引翔郷・法華郷・漕河涇郷・高行郷・陸行郷・塘橋郷・楊思郷）と宝山県の一部（呉淞郷・殷行郷・江湾郷・彭浦郷・真如郷・高橋郷）を上海特別市の市域とすることが合意され、その面積は494.69 km2（租界を除く）となった。また、公共租界・フランス租界はそれぞれ「特別区」とされた。
1929年7月1日、特別市成立以前の市郷が全て「区」に改称され、合計17の区が成立した。
上海が日本軍の占領下に入った後の1938年、上海特別市政府によって区の再編が行われ、租界を含む上海特別市域は南市・滬北・滬西・浦東北・浦東南・市中心の6区に分割された。また、江蘇省の川沙・南匯・奉賢・崇明・宝山・嘉定の6県が上海特別市に編入されて区とされた。1943年に租界が回収されると、旧公共租界を第一区、旧フランス租界を第八区とし、その他の区も第二〜第七区に改称された。同時に、上海特別市内の区は市区・郊区・県区に分類され、市区と郊区には32の警区が別個に設置された。
1945年に蔣介石政権が上海を奪還すると、県区は全て江蘇省の管轄に戻され、市区・郊区には汪兆銘政権期の警区を流用して29区が設置された。また、宝山県大場郷を編入して第二十四区とした。
1946年（民国35年）には第二十四区と第二十五区の一部を分割して第三十二区が設置され、合計で30区となった（欠番あり）。
1947年（民国36年）1月、区名を番号とする方式が廃止され、各区には地名由来の区名が新たに付与された。

### 1937年以前の区一覧
| 区名     | 区公所所在地 （1937年時点） | 備考                                     |
| -------- | --------------------------- | ---------------------------------------- |
| 滬南区   | 現：黄浦区老城廂            | 1927年の特別市成立以前は上海県上海市。   |
| 閘北区   | 現：静安区                  | 1927年の特別市成立以前は上海県閘北市。   |
| 蒲淞区   | 現：長寧区北新涇街道        | 1927年の特別市成立以前は上海県蒲淞市。   |
| 洋涇区   | 現：浦東新区洋涇街道        | 1927年の特別市成立以前は上海県洋涇市。   |
| 引翔区   | 現：楊浦区引翔港小区        | 1927年の特別市成立以前は上海県引翔郷。   |
| 法華区   | 現：長寧区法華              | 1927年の特別市成立以前は上海県法華郷。   |
| 漕河涇区 | 現：徐匯区漕河涇            | 1927年の特別市成立以前は上海県漕河涇郷。 |
| 高行区   | 現：浦東新区高行            | 1927年の特別市成立以前は上海県高行郷。   |
| 陸行区   | 現：浦東新区陸行            | 1927年の特別市成立以前は上海県陸行郷。   |
| 塘橋区   | 現：浦東新区塘橋            | 1927年の特別市成立以前は上海県塘橋郷。   |
| 楊思区   | 現：浦東新区楊思            | 1927年の特別市成立以前は上海県楊思郷。   |
| 呉淞区   | 現：宝山区呉淞街道          | 1927年の特別市成立以前は宝山県呉淞郷。   |
| 殷行区   | 現：楊浦区殷行              | 1927年の特別市成立以前は宝山県殷行郷。   |
| 江湾区   | 現：虹口区江湾鎮街道        | 1927年の特別市成立以前は宝山県江湾郷。   |
| 彭浦区   | 現：静安区彭浦鎮            | 1927年の特別市成立以前は宝山県彭浦郷。   |
| 真如区   | 現：普陀区真如鎮街道        | 1927年の特別市成立以前は宝山県真如郷。   |
| 高橋区   | 現：浦東新区高橋鎮          | 1927年の特別市成立以前は宝山県高橋郷。   |

### 1945年以降の区一覧
| 区名       | 等級 | 区公所所在地 （1949年時点） | 備考                                                                   |
| ---------- | ---- | --------------------------- | ---------------------------------------------------------------------- |
| 黄浦区     | 甲   | 南京東路451号（慈淑大楼内） | 1947年以前は第一区。                                                   |
| 老閘区     | 甲   | 貴州路101号（老閘警局内）   | 1947年以前は第二区。                                                   |
| 邑廟区     | 甲   | 方浜路広福寺                | 1947年以前は第三区。                                                   |
| 蓬萊区     | 甲   | 王家碼頭路285号             | 1947年以前は第四区。                                                   |
| 嵩山区     | 甲   | 現：黄浦区嵩山              | 1947年以前は第五区。1947年に泰山区に改称された後、ほどなく再改称。     |
| 盧家湾区   | 甲   | 現：黄浦区盧家湾            | 1947年以前は第六区。                                                   |
| 常熟区     | 甲   | 現：徐匯区常熟              | 1947年以前は第七区。                                                   |
| 徐家匯区   | 乙   | 現：徐匯区                  | 1947年以前は第八区。                                                   |
| 法曹区     | 甲   | 現：長寧区                  | 1947年以前は第九区。1947年に長寧区に改称され、1948年に再改称。         |
| 静安区     | 甲   | 愚園路792号                 | 1947年以前は第十区。                                                   |
| 新成区     | 甲   | 成都北路360号               | 1947年以前は第十一区。                                                 |
| 江寧区     | 甲   | 江寧路511号                 | 1947年以前は第十二区。                                                 |
| 普陀区     | 甲   | 安遠路玉仏禅寺仏学院        | 1947年以前は第十三区。                                                 |
| 閘北区     | 甲   | 現：閘北区                  | 1947年以前は第十四区。                                                 |
| 北站区     | 甲   | 現：閘北区北站              | 1947年以前は第十五区。                                                 |
| 虹口区     | 甲   | 閔行路181号                 | 1947年以前は第十六区。                                                 |
| 北四川路区 | 乙   | 溧陽路1172号                | 1947年以前は第十七区。                                                 |
| 提籃橋区   | 甲   | 平凉路25号                  | 1947年以前は第十八区。                                                 |
| 楡林区     | 甲   | 平凉路福禄街永業里          | 1947年以前は第十九区。                                                 |
| 楊樹浦区   | 甲   | 臨青路1551号                | 1947年以前は第二十区。                                                 |
| 新市街区   | 乙   | 其美路協睦路台湾銀行        | 1947年以前は第二十一区。                                               |
| 江湾区     | 乙   | 江湾鎮奎照路戴宅            | 1947年以前は第二十二区。                                               |
| 呉淞区     | 乙   | 呉淞鎮淞興路23号            | 1947年以前は第二十三区。                                               |
| 大場区     | 乙   | 現：宝山区大場鎮            | 1947年以前は第二十四区。                                               |
| 新涇区     | 乙   | 古北路大金家巷15号          | 1947年以前は第二十五区。                                               |
| 竜華区     | 乙   | 竜華鎮177弄3号              | 1947年以前は第二十六区。                                               |
| 楊思区     | 乙   | 楊思鎮南街                  | 1947年以前は第二十九区。                                               |
| 洋涇区     | 甲   | 浦東賴義渡典当弄            | 1947年以前は第三十区。                                                 |
| 高橋区     | 乙   | 高橋鎮西市                  | 1947年以前は第三十一区。                                               |
| 真如区     | 甲   | 現：普陀区真如鎮街道        | 大場区・新涇区の各一部を分割して1946年に設置。1947年以前は第三十二区。 |

## 人口
1948年、国民政府主計処統計局は上海市の人口を4,300,630人と発表した。
中華民国政府の台湾への移転時に政府に従って台湾へ移った上海市民については、内政部戸政司が1990年に行った国勢調査によると、本籍が上海市の台湾地区在住者は31,182人で、外省人2,694,917人のうち1.15％を占めていた。

## 統治機構

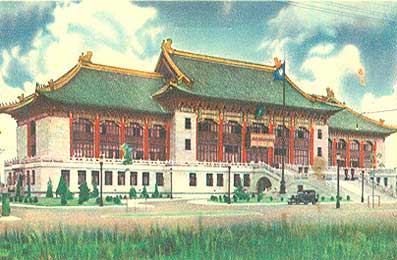
上海市政府庁舎（1933年）

1927年3月22日に開かれた上海市民代表会第二次会議にて、上海特別市臨時市政府の常務委員として鈕永建・白崇禧・楊杏仏・王曉籟・汪寿華が選出された。臨時市政府は武漢の国民政府の承認を得て3月29日に正式に設立された。しかし、4月12日に蔣介石が発動した上海クーデターに伴って特別市政府は機能を停止し、代わって国民党上海臨時政治委員会が市政を掌握した。。
5月7日、南京で制定された上海特別市暫行条例にて特別市政府の組織の規定が設けられた。これに従って7月7日に上海特別市政府が設置され、黄郛が初代市長に任命された。特別市政府には市長に加え、参事数人と財政・工務・公安・衛生・公用・教育・土地・港務・農工商・公益の10局が設けられた。。1930年7月1日、新たに制定された上海市組織法に基づいて特別市政府は上海市政府に改称された。
1937年12月5日、日本軍の占領下で上海市大道政府が設立され、蘇錫文が市長に据えられた。1938年に中華民国維新政府が成立すると上海市もその統治下に入り、大道政府は督弁上海市政公署に改組された。10月5日には上海特別市政府へ再改組され、そのまま汪兆銘政権統治下に入って終戦まで続いた。
1945年の終戦に伴って上海市政府が復活し、下部組織として財政・社会・教育・衛生・工務・公用・地政の8局と秘書・人事・総務・会計・調査・民政の6処、參事・機要の2室が設置された。1946年には統計・新聞の2処と外事室を新設した。1947年には行政院によって上海市政府組織規程が制定され、「上海市政府は市長1人、秘書長1人、参事6人、民政など9局を設置する」と定められた。。
1949年5月28日、上海市政府は中国人民解放軍へ降伏し、活動を停止した。

### 歴代首長
| 代                               | 氏名                           | 写真                           | 在任期間                        |
| 上海特別市長（上海特別市政府）   | 上海特別市長（上海特別市政府） | 上海特別市長（上海特別市政府） | 上海特別市長（上海特別市政府）  |
| -------------------------------- | ------------------------------ | ------------------------------ | ------------------------------- |
| 1                                | 黄郛                           |                                | 1927年7月7日 - 1927年8月14日    |
| 代理                             | 呉震修                         |                                | 1927年8月15日 - 1927年9月16日   |
| 3                                | 張定璠                         |                                | 1927年9月17日 - 1929年3月31日   |
| 4                                | 張群                           |                                | 1929年4月1日 - 1930年6月29日    |
| 上海市長（上海市政府）           |                                |                                |                                 |
| 1                                | 張群                           |                                | 1930年7月1日－1932年1月6日      |
| 2                                | 呉鉄城                         |                                | 1932年1月7日 - 1937年3月31日    |
| 代理                             | 兪鴻鈞                         |                                | 1937年4月1日 - 1937年7月26日    |
| 3                                | 兪鴻鈞                         | 1937年7月27日 - 1937年11月12日 |                                 |
| 上海市長（上海市大道政府）       |                                |                                |                                 |
| 1                                | 蘇錫文                         |                                | 1937年12月5日 - 1938年4月27日   |
| 上海市政督弁（督弁上海市政公署） |                                |                                |                                 |
| 1                                | 蘇錫文                         |                                | 1938年4月28日 - 1938年10月15日  |
| 上海特別市長（上海特別市政府）   |                                |                                |                                 |
| 1                                | 傅筱庵                         |                                | 1938年10月16日 - 1940年10月11日 |
| 代理                             | 蘇錫文                         |                                | 1940年10月11日 - 1940年11月19日 |
| 2                                | 陳公博                         |                                | 1940年11月20日 - 1944年11月11日 |
| 代理                             | 呉頌皋                         |                                | 1944年11月12日 - 1945年1月14日  |
| 3                                | 周仏海                         |                                | 1945年1月15日 - 1945年9月12日   |
| 上海市長                         |                                |                                |                                 |
| 4                                | 銭大鈞                         |                                | 1945年9月12日 - 1946年5月19日   |
| 5                                | 呉国楨                         |                                | 1946年5月20日 - 1949年4月30日   |
| 代理                             | 陳良                           |                                | 1949年4月1日 - 1949年4月30日    |
| 6                                | 陳良                           | 1949年5月1日 - 1949年5月24日   |                                 |
| 代理                             | 趙祖康                         |                                | 1949年5月24日 - 1949年5月28日   |

## ギャラリー
- 上海市街（1927年）
- 福州路（1927年）
- 外灘（1930年）
- 上海市政府（中国語版）庁舎（現：上海体育大学（中国語版））の周辺（1930年代）
- 南京路（1930年代）
- 第一次上海事変での国民革命軍第十九路軍（中国語版）（1932年）
- 第二次上海事変（1937年）
- 中華民国維新政府の上海事務所
- 南京路を進む日本海軍陸戦隊（1941年）
- 南京路の拱門（1945年）
- 抗戦勝利パレードに集まる群衆（1945年）
- 上海市人民政府（中国語版）庁舎に掲げられる五星紅旗（1949年）